# Eustrotia melor
Eustrotia melor là một loài bướm đêm trong họ Noctuidae.